# Julie Blakstad
Julie Blakstad (* 27. August 2001 in Ottestad) ist eine norwegische Fußballspielerin.

## Karriere

### Klub
In ihrer Jugend spielte Julie Blakstad bei Ottestad IL, wo sie zur Saison 2018 auch in die erste Mannschaft wechselte. Später im Jahr zog es sie dann zum FL Fart, wo sie bis Ende 2019 spielte. Anschließend schloss sie sich zur Saison 2020 Rosenborg Trondheim BK an, mit dem sie zweimal die Vizemeisterschaft errang. Seit Anfang 2022 steht sie bei Manchester City unter Vertrag. Mit diesem gewann sie bislang in der Saison 2021/22 den FA Women’s League Cup.
Im März 2023 wurde sie an BK Häcken ausgeliehen. Im Juni endete ihre Ausleihe nach elf Einsätzen in der Damallsvenskan und einem Pokalspiel.

### Nationalmannschaft
Ihr erster Einsatz für die A-Nationalmannschaft war am 27. Oktober 2020 bei einem 1:0-Sieg über Wales. Seitdem kam sie in den folgenden Jahren regelmäßig in der Nationalmannschaft zum Einsatz. So war sie auch Teil der Mannschaft beim Algarve-Cup 2022, wo sie jedoch nur in einer Partie Spielzeit bekam. Auch bei der Europameisterschaft 2022 wurde sie in den Kader berufen und erzielte im ersten Gruppenspiel gegen Nordirland in der 10. Minute das erste Tor für ihr Team bei diesem Turnier. Danach kassierten sie gegen England mit 0:8 die höchste Niederlage ihrer Länderspielgeschichte. Durch eine 0:1-Niederlage, die erste überhaupt gegen Österreich, verpassten sie als Gruppendritte die K.-o.-Runde.
Im ersten Spiel nach der EM, dem entscheidenden Spiel um den Gruppensieg in der Qualifikation für die WM 2023 gegen Belgien, das mit 1:0 gewonnen wurde, womit sich die Norwegerinnen für die WM qualifizierten, stand sie auch in der Startelf.
Am 19. Juni 2023 wurde sie für die WM-Endrunde nominiert, wurde im ersten der vier Spiele ihres Teams eingesetzt und schied mit der Mannschaft im Achtelfinale gegen die Japanerinnen aus.